# Клаусталіт
Клаусталі́т — свинцевий мінерал класу селенідів, складу PbSe.

## Загальний опис
Вперше був відкритий у 1832 році і названий на честь місцевості Клаусталь, що у горах Гарц (Німеччина).
Він є одним з найпоширеніших селенідів. Клаусталіт розповсюджений разом з іншими селенідами поблизу гідротермальних родовищ, а також у покладах мінералів ртуті.